# Saeed bin Suroor
Saeed bin Suroor, född 16 november 1968 i Dubai i Förenade Arabemiraten, är en emiratisk galopptränare, verksam i Storbritannien. Han är huvudtränare för ett av världens mest framgångsrika galoppstall, Godolphin Stables.

## Biografi
Saeed bin Surror är född och uppvuxen i Dubai. Han arbetade till en början som polis i Dubai, samtidigt som han var tränare för ett mindre stall. Saeed bin Surror tog ut sin proffstränarlicens 1993, och rekryterades av Sheikh Mohammed bin Rashid Al Maktoum som huvudtränare för Godolphin Stables redan 1995.
Han har blivit tränarchampion i Storbritannien fyra gånger.

## Större segrar i urval
| År   | Lopp                                      | Häst             | Ryttare              | Grupp   |
| ---- | ----------------------------------------- | ---------------- | -------------------- | ------- |
| 1995 | Epsom Derby                               | Lammtarra        | Walter Swinburn      | Grupp 1 |
| 1995 | St Leger Stakes                           | Classic Cliche   | Frankie Dettori      | Grupp 1 |
| 1995 | King George VI and Queen Elizabeth Stakes | Lammtarra        | Frankie Dettori      | Grupp 1 |
| 1995 | Prix de l'Arc de Triomphe                 | Lammtarra        | Frankie Dettori      | Grupp 1 |
| 1996 | 2000 Guineas Stakes                       | Mark of Esteem   | Frankie Dettori      | Grupp 1 |
| 1996 | Diadem Stakes                             | Diffident        | Frankie Dettori      | Grupp 2 |
| 1997 | King George VI and Queen Elizabeth Stakes | Swain            | John Reid            | Grupp 1 |
| 1998 | 1000 Guineas Stakes                       | Cape Verdi       | Frankie Dettori      | Grupp 1 |
| 1998 | St Leger Stakes                           | Nedawi           | John Reid            | Grupp 1 |
| 1998 | King George VI and Queen Elizabeth Stakes | Swain            | Frankie Dettori      | Grupp 1 |
| 1999 | 2000 Guineas Stakes                       | Island Sands     | Frankie Dettori      | Grupp 1 |
| 1999 | St Leger Stakes                           | Mutafaweq        | Richard Hills        | Grupp 1 |
| 1999 | Dubai World Cup                           | Almutawakel      | Richard Hills        | Grupp 1 |
| 1999 | King George VI and Queen Elizabeth Stakes | Daylami          | Frankie Dettori      | Grupp 1 |
| 1999 | Breeders' Cup Turf                        | Daylami          | Frankie Dettori      | Grupp 1 |
| 2000 | Dubai World Cup                           | Dubai Millennium | Frankie Dettori      | Grupp 1 |
| 2000 | Diadem Stakes                             | Sampower Star    | Frankie Dettori      | Grupp 1 |
| 2001 | Prix de l'Arc de Triomphe                 | Sakhee           | Frankie Dettori      | Grupp 1 |
| 2001 | Breeders' Cup Turf                        | Fantastic Light  | Frankie Dettori      | Grupp 1 |
| 2002 | 1000 Guineas Stakes                       | Kazzia           | Frankie Dettori      | Grupp 1 |
| 2002 | Prix de l'Arc de Triomphe                 | Marienbard       | Frankie Dettori      | Grupp 1 |
| 2002 | Dubai World Cup                           | Street Cry       | Jerry Bailey         | Grupp 1 |
| 2003 | Dubai World Cup                           | Moon Ballad      | Frankie Dettori      | Grupp 1 |
| 2004 | St Leger Stakes                           | Rule of Law      | Kerrin McEvoy        | Grupp 1 |
| 2004 | King George VI and Queen Elizabeth Stakes | Doyen            | Frankie Dettori      | Grupp 1 |
| 2006 | Dubai World Cup                           | Electrocutionist | Frankie Dettori      | Grupp 1 |
| 2009 | St Leger Stakes                           | Mastery          | Ted Durcan           | Grupp 1 |
| 2009 | Breeders' Cup Juvenile                    | Vale of York     | Ahmed Ajtebi         | Grupp 2 |
| 2014 | Dubai World Cup                           | African Story    | Silvestre de Sousa   | Grupp 1 |
| 2015 | Dubai World Cup                           | Prince Bishop    | William Buick        | Grupp 1 |
| 2018 | Dubai World Cup                           | Thunder Snow     | Christophe Soumillon | Grupp 1 |
| 2019 | Dubai World Cup                           | Thunder Snow     | Christophe Soumillon | Grupp 1 |
| 2023 | 1000 Guineas Stakes                       | Mawj             | Oisin Murphy         | Grupp 1 |